# 草碾乡
草碾乡，是中华人民共和国河北省秦皇岛市青龙满族自治县下辖的一个乡镇级行政单位。

## 行政区划
草碾乡下辖以下地区：
新立村、后里洞村、新升村、千里洞村、杨树底下村、厂沟村、草碾村、六柱沟村、闫杖子村、老台子村、西马道村、西蚂蚁滩村、东蚂蚁滩村、华山村和高庄村。